# Meppelerdiep
Le Meppelerdiep est un canal néerlandais dans les provinces de Drenthe et d'Overijssel.

## Géographie
Le Meppelerdiep s'étend de Meppel à Zwartsluis sur une longueur d'environ dix kilomètres. Il relie le Drentsche Hoofdvaart et le Hoogeveense Vaart avec l'ancienne Zuiderzee, via la Zwarte Water, dont l'embouchure historique se trouve à Genemuiden.

## Histoire
À l'origine, le Meppelerdiep était un cours d'eau naturel qui portait le nom de Sethe. Au cours des siècles, ce cours d'eau a été plusieurs fois approfondi et élargi, et la plupart des courbes ont été supprimées. Ces aménagements furent nécessaires pour faciliter l'exploitation de la tourbe des tourbières de l'est de Drenthe. Cette tourbe constituait le principal combustible du XVe au XIXe siècle, et le Meppelerdiep représentait une liaison importante pour son commerce. À l'époque, Meppel et Zwartsluis furent des ports de transit importants, d'où la tourbe fut transportée jusqu'en Hollande-Septentrionale et Hollande-Méridionale.

## Source
- (nl) Cet article est partiellement ou en totalité issu de l’article de Wikipédia en néerlandais intitulé « Meppelerdiep » (voir la liste des auteurs).